# Танзанија на Светском првенству у атлетици на отвореном 2013.
Танзанија је учествовала на Светском првенству у атлетици на отвореном 2013. одржаном у Москви од 10. до 18. августа четрнаести пут, односно учествовала је на свим првенствима до данас. Репрезентацију Танзаније представљала су два атлетичара који су се такмичили у маратону.,
На овом првенству Танзанија није освојила ниједну медаљу, али је оборен један лични рекорд сезоне.

## Учесници
Мушкарци:
- Фаустин Муса — Маратон
- Мухамед Икоки Мсандеки — Маратон

## Резултати

### Мушкарци
| Атлетичар              | Дисциплина | Лични рекорд | Квалификације | Квалификације | Полуфинале | Полуфинале | Финале   | Финале       | Детаљи |
| Атлетичар              | Дисциплина | Лични рекорд | Резултат      | Место         | Резултат   | Место      | Резултат | Место        | Детаљи |
| ---------------------- | ---------- | ------------ | ------------- | ------------- | ---------- | ---------- | -------- | ------------ | ------ |
| Фаустин Муса           | Маратон    | 2:13:02      |               |               |            |            | 2:20:51  | 33 / 50 (72) |        |
| Мухамед Икоки Мсандеки | Маратон    | 2:11:01      | 2:24:20 ЛРС   | 38 / 50 (72)  |            |            |          |              |        |